# Carrie Preston
Carrie Preston, född 21 juni 1967 i Macon, Georgia, är en amerikansk skådespelerska, producent och regissör. Hon är känd för sitt arbete på TV-serierna True Blood, Person of Interest, The Good Wife och The Good Fight. Preston fick uppskattning från kritiker för sin framställning av Elsbeth Tascioni på serierna The Good Wife and The Good Fight.
Hon är gift med skådespelaren Michael Emerson sedan 1998.

## Filmografi, i urval
- 1998 – Kod Mercury
- 2007 - Lost, avsnitt The Man Behind the Curtain (gästroll i TV-serie)
- 2008–2013 – True Blood (TV-serie)
- 2010–2016 – The Good Wife (TV-serie) (14 avsnitt)
- 2017 – To the bone
- 2017–2018 – The Good Fight (TV-serie) (4 avsnitt)